# Hammam-Lif
Hammam-Lif este un oraș în Guvernoratul Ben Arous, Tunisia.